# Baía de Lobito
A Baía do Lobito é um acidente geográfico do tipo baía localizado em frente à cidade de Lobito, em Angola. Situa-se na província de Benguela, na parte ocidental do país, a 400 quilômetros a sul da capital Luanda.
Sua proteção é feita pela restinga de Lobito.